# Station Sagdalen
Station Sagdalen (Noors: Sagdalen holdeplass) is een halte in Strømmen in fylke Viken in Noorwegen. De halte wordt bediend door lijn L1, de lokale lijn die pendelt tussen Spikkestad en Lillestrøm.